# Bănești
Bănești is een Roemeense gemeente in het district Prahova.
Bănești telt 5604 inwoners.